# Otto Emanuel Rothman
Otto Emanuel Rothman, född 13 mars 1818 i Rantasalmi, död 19 december 1880 i Kuopio, var en finländsk pianotillverkare i Kuopio och Uleåborg.
Under sin livstid tillverkade Rothman högst tjugo taffelpianon.

## Biografi
Rothman föddes 13 mars 1818 i Rantasalmi. På 1840-talet lärde han sig att bygga instrument i S:t Petersburg. Efter sina studier i S:t Petersburg flyttade han 4 december 1850 till Kuopio. Han fick där privilegium i instrumentmakeri 1851. Rothman gifte sig där med Gustava Adolfina Berggren (1832–1900). Den 7 februari 1859 flyttade familjen till Uleåborg. Men 1864-1866 flyttade familjen tillbaka till Kuopio. Rothman dog 19 december 1880 i Kuopio.

## Instrument
Rothmans taffelpianon hade en starkare tonstyrka än de som Erik Gustaf Granholm tillverkade. Men Granholms pianon hade en mycket bättre tonkvalité.

### Bevarade instrument
- Taffelpiano. Tillverkade i Kuopio. Står idag på Kuopion museo.
- Taffelpiano. Tillverkade i Kuopio.